# Heisteria laxiflora
Heisteria laxiflora är en tvåhjärtbladig växtart som beskrevs av Adolf Engler. Heisteria laxiflora ingår i släktet Heisteria och familjen Erythropalaceae. Inga underarter finns listade i Catalogue of Life.